# Carnivoraformes
Els carnivoraformes (Carnivoraformes) són un clade de mamífers laurasiateris que inclouen els carnívors i els seus parents extints més propers. Evolucionaren durant el Paleocè inferior, just després de l'extinció del Cretaci-Paleogen, en la qual desaparegueren els dinosaures no aviaris. Aquest grup fou erigit per endreçar els tàxons calaix de sastre en el qual els científics havien anat abocant durant dècades tàxons que tenien caràcters propis dels carnívors, però que no entraven en cap dels subgrups de carnívors, notablement els «miàcids» i «miacoïdeus». Els membres d'aquest clade es diferencien dels viverràvids, amb els quals sovint havien estat agrupats, en un conjunt de caràcters cranials i dentals.